# Lagodon
Lagodon is een monotypisch geslacht van straalvinnige vissen uit de familie van de zeebrasems (Sparidae). Het geslacht is voor het eerst wetenschappelijk beschreven in 1855 door Holbrook.

## Soort
- Lagodon rhomboides (Linnaeus, 1766)